# Ozarba divisa
Ozarba divisa là một loài bướm đêm trong họ Noctuidae.